# قطعنامه ۹۰۳ شورای امنیت
قطعنامه ۹۰۳ شورای امنیت سازمان ملل متحد که در تاریخ ۱۶ مارس ۱۹۹۴ تصویب شد، سندی بین‌المللی دربارهٔ آنگولا است. این قطعنامه طی نشست ۳۳۵۰ام با ۱۵ رای موافق، ۰ مخالف و ۰ ممتنع تصویب شد.